# Romanian Open 2001 - Qualificazioni singolare
Le qualificazioni del singolare  del Romanian Open 2001 sono state un torneo di tennis preliminare per accedere alla fase finale della manifestazione. I vincitori dell'ultimo turno sono entrati di diritto nel tabellone principale. In caso di ritiro di uno o più giocatori aventi diritto a questi sono subentrati i lucky loser, ossia i giocatori che hanno perso nell'ultimo turno ma che avevano una classifica più alta rispetto agli altri partecipanti che avevano comunque perso nel turno finale.
Le qualificazioni del torneo Romanian Open 2001 prevedevano 32 partecipanti di cui 4 sono entrati nel tabellone principale.

## Teste di serie
1. Marc López (ultimo turno)
2. Juan-Albert Viloca-Puig (secondo turno)
3. Marc-Kevin Goellner (Qualificato)
4. Oscar Serrano-Gamez (ultimo turno)

1. Juan Ignacio Chela (Qualificato)
2. Rubén Ramírez Hidalgo (Qualificato)
3. Jan Frode Andersen (secondo turno)
4. Jean-René Lisnard (ultimo turno)

## Qualificati
1. Juan Ignacio Chela
2. Solon Peppas

1. Marc-Kevin Goellner
2. Rubén Ramírez Hidalgo

## Tabellone

### Legenda
| - Q = Qualificato - WC = Wild card - LL = Lucky loser | - ALT = Alternate - SE = Special Exempt - PR = Protected Ranking | - w/o = Walkover - r = Ritirato - d = Squalificato |

### Sezione 1
|  | Primo turno                | Primo turno                | Primo turno             | Primo turno | Primo turno |  |  | Secondo turno | Secondo turno      | Secondo turno      | Secondo turno      | Secondo turno      |   |   | Ultimo turno | Ultimo turno | Ultimo turno | Ultimo turno | Ultimo turno |  |
|  |                            |                            |                         |             |             |  |  |               |                    |                    |                    |                    |   |   |              |              |              |              |              |  |
|  | 1                          | Marc López                 | Marc López              | 6           | 6           |  |  |               |                    |                    |                    |                    |   |   |              |              |              |              |              |  |
|  |                            | Nicolae-Razvan Lupsescu    | Nicolae-Razvan Lupsescu | 1           | 1           |  |  | 1             | Marc López         | Marc López         | 6                  | 6                  |   |   |              |              |              |              |              |  |
|  | Jose-Maria Arnedo          | Jose-Maria Arnedo          | Jose-Maria Arnedo       | 7           | 7           |  |  |               | Jose-Maria Arnedo  | Jose-Maria Arnedo  | 2                  | 1                  |   |   |              |              |              |              |              |  |
|  | Niko Karagiannis           | Niko Karagiannis           | Niko Karagiannis        | 63          | 5           |  |  |               |                    |                    |                    |                    |   |   | 1            | Marc López   | Marc López   | 4            | 62           |  |
|  | Stefano Cobolli            | Stefano Cobolli            | 2                       | 6           | 6           |  |  |               |                    | 5                  | Juan Ignacio Chela | Juan Ignacio Chela | 6 | 7 |              |              |              |              |              |  |
|  | Salvador Navarro-Gutierrez | Salvador Navarro-Gutierrez | 6                       | 3           | 2           |  |  |               | Stefano Cobolli    | Stefano Cobolli    | 1                  | 6                  |   |   |              |              |              |              |              |  |
|  | 5                          | Juan Ignacio Chela         | Juan Ignacio Chela      | 6           | 6           |  |  | 5             | Juan Ignacio Chela | Juan Ignacio Chela | 6                  | 7                  |   |   |              |              |              |              |              |  |
|  |                            | Bogdan Ivascu              | Bogdan Ivascu           | 4           | 0           |  |  |               |                    |                    |                    |                    |   |   |              |              |              |              |              |  |

### Sezione 2
|  | Primo turno            | Primo turno             | Primo turno             | Primo turno | Primo turno |  |  | Secondo turno | Secondo turno           | Secondo turno           | Secondo turno | Secondo turno |   |   | Ultimo turno           | Ultimo turno           | Ultimo turno           | Ultimo turno | Ultimo turno |  |
|  |                        |                         |                         |             |             |  |  |               |                         |                         |               |               |   |   |                        |                        |                        |              |              |  |
|  | 2                      | Juan-Albert Viloca-Puig | Juan-Albert Viloca-Puig | 6           | 6           |  |  |               |                         |                         |               |               |   |   |                        |                        |                        |              |              |  |
|  |                        | Mariano Hood            | Mariano Hood            | 4           | 2           |  |  | 2             | Juan-Albert Viloca-Puig | Juan-Albert Viloca-Puig | 68            | 5             |   |   |                        |                        |                        |              |              |  |
|  | Artemon Apostu-Efremov | Artemon Apostu-Efremov  | 2                       | 6           | 6           |  |  |               | Artemon Apostu-Efremov  | Artemon Apostu-Efremov  | 7             | 7             |   |   |                        |                        |                        |              |              |  |
|  | Nathan Healey          | Nathan Healey           | 6                       | 4           | 3           |  |  |               |                         |                         |               |               |   |   | Artemon Apostu-Efremov | Artemon Apostu-Efremov | Artemon Apostu-Efremov | 5            | 2            |  |
|  | Solon Peppas           | Solon Peppas            | Solon Peppas            | 7           | 6           |  |  |               |                         | Solon Peppas            | Solon Peppas  | Solon Peppas  | 7 | 6 |                        |                        |                        |              |              |  |
|  | Michael Berrer         | Michael Berrer          | Michael Berrer          | 5           | 4           |  |  |               | Solon Peppas            | Solon Peppas            | 6             | 6             |   |   |                        |                        |                        |              |              |  |
|  | 7                      | Jan Frode Andersen      | Jan Frode Andersen      | 6           | 6           |  |  | 7             | Jan Frode Andersen      | Jan Frode Andersen      | 4             | 3             |   |   |                        |                        |                        |              |              |  |
|  |                        | Sergei Novosselov       | Sergei Novosselov       | 1           | 0           |  |  |               |                         |                         |               |               |   |   |                        |                        |                        |              |              |  |

### Sezione 3
|  | Primo turno          | Primo turno          | Primo turno          | Primo turno | Primo turno |  |  | Secondo turno | Secondo turno        | Secondo turno        | Secondo turno     | Secondo turno |   |   | Ultimo turno | Ultimo turno        | Ultimo turno | Ultimo turno | Ultimo turno |  |
|  |                      |                      |                      |             |             |  |  |               |                      |                      |                   |               |   |   |              |                     |              |              |              |  |
|  | 3                    | Marc-Kevin Goellner  | Marc-Kevin Goellner  | 6           | 6           |  |  |               |                      |                      |                   |               |   |   |              |                     |              |              |              |  |
|  |                      | Razvan Iliescu       | Razvan Iliescu       | 2           | 2           |  |  | 3             | Marc-Kevin Goellner  | Marc-Kevin Goellner  | 6                 | 6             |   |   |              |                     |              |              |              |  |
|  | Alexandros Jakupovic | Alexandros Jakupovic | Alexandros Jakupovic | 6           | 7           |  |  |               | Alexandros Jakupovic | Alexandros Jakupovic | 4                 | 4             |   |   |              |                     |              |              |              |  |
|  | Aleksandr Kudrjavcev | Aleksandr Kudrjavcev | Aleksandr Kudrjavcev | 2           | 5           |  |  |               |                      |                      |                   |               |   |   | 3            | Marc-Kevin Goellner | 6            | 2            | 7            |  |
|  | Éric Prodon          | Éric Prodon          | Éric Prodon          | 6           | 6           |  |  |               |                      | 8                    | Jean-René Lisnard | 2             | 6 | 5 |              |                     |              |              |              |  |
|  | Teodor Bolanu        | Teodor Bolanu        | Teodor Bolanu        | 4           | 4           |  |  |               | Éric Prodon          | 6                    | 5                 | 4             |   |   |              |                     |              |              |              |  |
|  | 8                    | Jean-René Lisnard    | 6                    | 2           | 6           |  |  | 8             | Jean-René Lisnard    | 4                    | 7                 | 6             |   |   |              |                     |              |              |              |  |
|  |                      | Marius Calugaru      | 3                    | 6           | 2           |  |  |               |                      |                      |                   |               |   |   |              |                     |              |              |              |  |

### Sezione 4
|  | Primo turno           | Primo turno           | Primo turno           | Primo turno | Primo turno |  |  | Secondo turno | Secondo turno         | Secondo turno         | Secondo turno         | Secondo turno         |   |   | Ultimo turno | Ultimo turno        | Ultimo turno        | Ultimo turno | Ultimo turno |  |
|  |                       |                       |                       |             |             |  |  |               |                       |                       |                       |                       |   |   |              |                     |                     |              |              |  |
|  | 4                     | Oscar Serrano-Gamez   | 6                     | 5           | 1           |  |  |               |                       |                       |                       |                       |   |   |              |                     |                     |              |              |  |
|  |                       | Daniel Orsanic        | 4                     | 7           | 0r          |  |  | 4             | Oscar Serrano-Gamez   | Oscar Serrano-Gamez   | 6                     | 6                     |   |   |              |                     |                     |              |              |  |
|  | Marian-Stefan Enciu   | Marian-Stefan Enciu   | 7                     | 3           | 6           |  |  |               | Marian-Stefan Enciu   | Marian-Stefan Enciu   | 1                     | 1                     |   |   |              |                     |                     |              |              |  |
|  | Adrian-Vasile Gavrila | Adrian-Vasile Gavrila | 65                    | 6           | 4           |  |  |               |                       |                       |                       |                       |   |   | 4            | Oscar Serrano-Gamez | Oscar Serrano-Gamez | 2            | 3            |  |
|  | Victor Ioniță         | Victor Ioniță         | Victor Ioniță         | 6           | 6           |  |  |               |                       | 6                     | Rubén Ramírez Hidalgo | Rubén Ramírez Hidalgo | 6 | 6 |              |                     |                     |              |              |  |
|  | Claudiu Antonescu     | Claudiu Antonescu     | Claudiu Antonescu     | 1           | 2           |  |  |               | Victor Ioniță         | Victor Ioniță         | 4                     | 0r                    |   |   |              |                     |                     |              |              |  |
|  | 6                     | Rubén Ramírez Hidalgo | Rubén Ramírez Hidalgo | 6           | 6           |  |  | 6             | Rubén Ramírez Hidalgo | Rubén Ramírez Hidalgo | 6                     | 3                     |   |   |              |                     |                     |              |              |  |
|  |                       | Remus Farcas          | Remus Farcas          | 1           | 4           |  |  |               |                       |                       |                       |                       |   |   |              |                     |                     |              |              |  |